# 현봉식
현봉식(1984년 10월 20일 ~ )은 대한민국의 배우이다.

## 출연작

### 영화
- 2014년 영화 《해적: 바다로 간 산적》 ... 쌍수 역
- 2014년 영화 《국제시장》 ... 현재 국제시장 상인 역 (천만영화)
- 2015년 영화 《극비수사》 ... 유상기 역
- 2016년 영화 《멜리스》 ... 봉식 역
- 2016년 영화 《아수라》 ... 강 형사 역
- 2016년 영화 《사랑은 없다》 ... 강창구 역
- 2016년 영화 《두 남자》 ... 짱가 친구 덩치 역
- 2016년 영화 《더 게스트》 ... 춘식 역
- 2016년 영화 《수렵허가구역》 ... 대준 역
- 2016년 영화 《홍어》 ... 현 전무 역
- 2017년 영화 《비정규직 특수요원》 ... 대령 역
- 2017년 영화 《프리즌》 ... 아구패거리 역
- 2017년 영화 《원라인》 ... 장물애비 역
- 2017년 영화 《보안관》 ... 단란주점 실장 역
- 2017년 영화 《리얼》 ... 중식당 직원 역
- 2017년 영화 《브이아이피》 ... 형사 2 역
- 2017년 영화 《희생부활자》 ... 명현철 역
- 2017년 영화 《채비》 ... 은철 역
- 2017년 영화 《강철비》 ... 장마당사내 역
- 2017년 영화 《1987》 ... 박원택 역
- 2017년 영화 《종합보험》 ... 창수 역
- 2017년 영화 《의자 위 여자》 ... 경찰 역
- 2018년 영화 《사라진 밤》 ... 경비 역
- 2018년 영화 《머니백》 ...마약상 역
- 2018년 영화 《레슬러》 ... 성웅 코치 역
- 2018년 영화 《마녀》 ... 중년덩치 역
- 2018년 영화 《영주》 ... 식당사장 역
- 2019년 영화 《우상》 ... 김 형사 역
- 2019년 영화 《타짜: 원 아이드 잭》 ... 꽁지 1 역
- 2019년 영화 《양자물리학》 ... 김관철 역
- 2019년 영화 《카센타》 ... 문용석 역
- 2019년 영화 《천문: 하늘에 묻는다》 ... 백호사령관 역
- 2021년 영화 《세자매》 ... 상준 역
- 2021년 영화 《어른들은 몰라요》 ... 봉식 역
- 2021년 영화 《괴기맨숀》 ... 박 형사 역 (우정출연)
- 2022년 영화 《한산: 용의 출현》 ... 이광 역
- 2022년 영화 《비상선언》 ... 박윤철 역
- 2022년 영화 《한산 리덕스》 ... 이광 역
- 2023년 영화 《달짝지근해: 7510》 ... 아저씨 역
- 2023년 영화 《서울의 봄》 ... 반란군 합류 장군 역 (천만영화)
- 2024년 영화 《범죄도시4》 ... 권 사장 역 (인간말종 7. 4편의 중간 보스. 천만영화)
- 2024년 영화 《파일럿》 ... 노정욱 상무 역 (특별출연)
- 2024년 영화 《In October》 ... 준호 역 (단편영화)
- 2024년 영화 《빅토리》 ... 추필선 (이혜리 분)의 아버지 추우용 역
- 2024년 영화 《베테랑 2》 ...떡칠이 역
- 2024년 영화 《청설》 ...용준 아빠 역
- 2025년 영화 《승부》 ...이용각 역
- 2025년 영화 《로비》 ...가르시니 신부 역
- 2025년 영화 《파과》 ...장기밀매업자 구 사장 역
- 2025년 영화 《하이파이브》 ...심장담당 의사 역 (특별출연)

### 드라마
- 2016년 SBS 2부작 단막드라마 《나청렴의원 납치사건》 ... 윤 실장 역
- 2016년 KBS2 주말연속극 《아이가 다섯》 ... 대팔 역
- 2018년 SBS 드라마 스페셜 《스위치 - 세상을 바꿔라》 ... 의사 역
- 2018년 KBS2 수목드라마 《오늘의 탐정》 ... 부사수 역
- 2019년 OCN 토일드라마 《타인은 지옥이다》 ... 안희중 역
- 2019년 tvN 수목드라마 《청일전자 미쓰리》 ... 하은우 역
- 2019년 MBC 금요드라마 《연애미수》 ... 학주 역
- 2019년 네이버TV 웹 드라마 《뽕당, 빠지다》 ... 중국집 사장 역
- 2020년 SBS 금토드라마 《하이에나》 ... 김창욱 역
- 2020년 tvN 수목드라마 《마우스》... 복호남 역
- 2021년 MBC 금토드라마 《검은 태양》 ... 천명기 역
- 2022년 Netflix 오리지널 드라마 《소년심판》 ... 서원식 역
- 2022년 SBS 금토드라마 《어게인 마이 라이프》 ... 박대호 역
- 2022년 Netflix 오리지널 드라마 《수리남》 ... 박응수 역 (특별출연)
- 2022년 SBS 금토드라마 《천원짜리 변호사》 ... 황금식 역
- 2022년 Disney+ 오리지널 드라마 《형사록》 ... 구동범 역
- 2023년 Disney+ 오리지널 드라마 《형사록 2》 ... 구동범 역
- 2023년 JTBC 수목드라마 《이 연애는 불가항력》 ... 공서구 역
- 2023년 Netflix 오리지널 드라마 《경성크리처》 ... 이치로 역
- 2023년 Netflix 오리지널 드라마 《선산》 ... 강홍식 역
- 2024년 JTBC 토일드라마 《닥터 슬럼프》 ... 공태선 역
- 2024년 Netflix 오리지널 드라마 《스위트홈 시즌 3》 ... 왕호상 역
- 2024년 tvN 토일드라마 《감사합니다》 ... 김만수 역 (특별출연)
- 2024년 TVING, tvN 월화드라마 《좋거나 나쁜 동재》 … 조병건 역
- 2024년 Disney+ 오리지널 드라마 《강남 비-사이드》 ... 김장호 역
- 2025년 채널A 토일드라마 《마녀》 ... 형사 역 (특별출연)
- 2025년 Disney+ 오리지널 드라마 《나인 퍼즐》 ... 최산 역
- 2025년 TV CHOSUN 주말 미니시리즈 《컨피던스맨 KR》

### 예능
- 2022년 MBC 6부작 목요 예능프로그램 《악카펠라》
- 2025년 쿠팡플레이 오리지널 예능 《직장인들》

### 광고
- 2022년 공익광고협회 《금연캠페인》 ... With 양경원

## 수상 및 후보
| 연도 | 시상식                      | 부문                  | 작품             | 결과 |
| ---- | --------------------------- | --------------------- | ---------------- | ---- |
| 2024 | 제44회 한국영화평론가협회상 | 남우조연상            | 빅토리           | 수상 |
| 2025 | 제61회 백상예술대상         | 방송 부문 남자 조연상 | 좋거나 나쁜 동재 | 후보 |